# دیو کالراس
دیو کالراس (انگلیسی: Dave Culross؛ زادهٔ ۹ مارس ۱۹۷۴) موسیقی‌دان اهل ایالات متحده آمریکا است.